# Viktor Nyström Sköld
Viktor Gustav Nyström Sköld, född 1 mars 1988 i Västerleds församling, är en svensk skådespelare.

## Biografi
Nyström Sköld är son till basketspelaren Peter Nyström och hans hustru Pia Nyström Sköld. Han har studerat vid Calle Flygares Teaterskola och 2014-2017 vid Teaterhögskolan i Malmö. Han har därefter bland annat varit verksam vid Malmö stadsteater.

## Filmografi
| År   | Roll                        | Produktion                                  | Noter        |
| ---- | --------------------------- | ------------------------------------------- | ------------ |
| 2013 | Tilltalad Fredrik Andersson | Misshandel på krogen? Ett mål i tingsrätten | Youtube-film |
| 2020 | Arons chef                  | Älska mig                                   | TV-serie     |
| 2021 | Svante                      | Agatha Christies Hjerson                    | TV-serie     |

## Teater

### Roller
| År   | Roll                                                                        | Produktion                                              | Regi                    | Teater            |
| ---- | --------------------------------------------------------------------------- | ------------------------------------------------------- | ----------------------- | ----------------- |
| 2017 |                                                                             | Berusade (Пьяные) Ivan Vyrypaev                         | Tobias Theorell         | Bryggeriteatern   |
| 2018 |                                                                             | If I were a boy Jörgen Dahlqvist                        | Liv Kaastrup Vesterskov | Teatr Weimar      |
| 2020 | Birgitta Andersson Vilgot Sjöman Bill Evans Tage Danielsson Jan Troell Ella | Monicas vals Klas Abrahamsson                           | Heinrich Christensen    | Malmö stadsteater |
| 2021 | Konsertmästare Mayer Herman Åkerberg                                        | Ortrud Mann Hanna Nygren                                | Sara Cronberg           | Malmö stadsteater |
| 2022 | Johan                                                                       | Gasljus: Malmö Henrik Bromander                         | John Hanse              | Malmö stadsteater |
| 2022 |                                                                             | Robin Hoods hjärta (The Heart of Robin Hood) David Farr | Ronny Danielsson        | Malmö stadsteater |